# Théâtre Jean-Duceppe
Le Théâtre Jean-Duceppe, appelé Théâtre Port-Royal jusqu'en 1991, est l’une des six salles de spectacle qui se trouve dans le complexe de la Place des Arts de Montréal (Québec), située au cœur du Quartier des spectacles à Montréal. Il est situé sous le Théâtre Maisonneuve, salle faisant également partie de la Place des Arts.
Avec ses 765 places, la salle se démarque avec une scène d’une largeur exceptionnelle, ce qui apporte une grande proximité entre les artistes et le public. Elle est également le lieu de résidence de la compagnie de théâtre Duceppe qui y présente près de 200 représentations par année.
Le théâtre accueille également plusieurs conférences, ainsi que des spectacles de théâtre et de danse, dont ceux du Festival TransAmériques (FTA).

## Historique
Inaugurée en 1967, la salle a d'abord porté le nom de « Théâtre Port-Royal », à la suggestion du comédien Jean-Louis Roux. Elle rappelait ainsi la présentation, en 1606, de la première pièce de théâtre en français en Amérique, dans la ville de Port-Royal.
En 1991, à la suite du décès du comédien québécois Jean Duceppe, le Théâtre Port-Royal est rebaptisé « Théâtre Jean-Duceppe » en son honneur.